# Сарыкамышская котловина
Сарыкамы́шская котлови́на, или Сарыкамышская впадина (туркм. Sarygamyş çöketligi, узб. Sariqamish botigʻi) — впадина на севере Туркменистана, которая обозначает северную границу пустыни Каракумы. «Сарыкамыш» на тюркских языках означает «жёлтый камыш».

## География
Длина впадины около 150 км, ширина около 90 км. Абсолютная высота относительно уровня мирового океана — минус 38 метров. Представляет собой плоскую чашу овальной формы, покрытую солончаками и перевеянными песками. 
В центральной части располагается Сарыкамышское озеро, которое в древности соединялось с Каспийским морем рекой Узбой. Озеро подпитывается дренажными водами через коллекторы Дарьялык и Озёрный, поступающими с орошаемых земель на левобережье Амударьи.

## История
Сарыкамышская котловина периодически принимала воды Амударьи, превращаясь в озеро, при изменении её русла в сторону Аральского моря озеро пересыхало. Озером впадина была в конце неогена, в верхнечетвертичное время и в XIV—XVI веках. 
Согласно С. П. Толстову, исследовавшему долину Узбоя в октябре 1947 года, легенды о «повороте Амударьи» от Каспия в XIII—XVI веках вызваны восстановлением ирригационной системы Хорезма после монгольского нашествия, которая, вкупе с озёрами, образующимися на некоторых участках русла, могла создавать иллюзию настоящей реки.
Последний раз воды Амударьи достигли впадины летом 1878 года. В 1971 году был зафиксирован  прорыв воды по Дарьялыку, при этом возникло озеро. 

## Перспективы
В связи с заполнением Туркменского озера через Дарьярлыкский и Озёрный коллекторы, которые сейчас подпитывают Сарыкамышское озеро, значительная часть воды пойдёт мимо Сарыкамышского озера. Это может привести к понижению уровня и повышению его минерализации.